# Tavurvur
Tavurvur (früher Kaie oder Ghaie genannt) ist ein Vulkan nahe der Stadt Rabaul im äußersten Nordosten der zu Papua-Neuguinea gehörenden Insel Neubritannien.
Der Tavurvur liegt in einer generell vulkanisch sehr aktiven Region an der Bucht Matupi Harbour auf der sog. Krater-Halbinsel (englisch: Crater Peninsula), die wiederum Teil der Gazelle-Halbinsel ist.
Historische Ausbrüche des Vulkans sind für die Jahre 1767, 1791, um 1840 und 1878 dokumentiert.
Beim Ausbruch am 7. Oktober 2006 wurde eine Aschenwolke bis 18 Kilometer in die Stratosphäre geschleudert. Der Vulkan ist seitdem ununterbrochen aktiv. Zuvor brach er 1994 zusammen mit dem benachbarten Vulcan aus. Damals wurde Rabaul unter Asche begraben und musste an anderer Stelle neu aufgebaut werden. Zahlreiche Verwaltungszentren wurden nach Kokopo verlegt.
Der Vulkan liegt innerhalb der 8 mal 14 km großen Rabaul-Caldera, die um etwa 550 n. Chr. bei einem massiven Vulkanausbruch der Stärke 6 auf dem Vulkanexplosivitätsindex entstanden ist. Gelegentlich wird diskutiert, ob dieser Ausbruch für die Wetteranomalie von 535/536 verantwortlich sein könnte, doch ist dies umstritten.
Am 29. August 2014 erfolgte ein erneuter Ausbruch des Vulkans. Neben Anwohnern, die Aufnahmen machten, filmte zufällig auch ein Tourist eine vulkanianische Eruption (siehe Weblinks).